# Bunzlauer Kreis

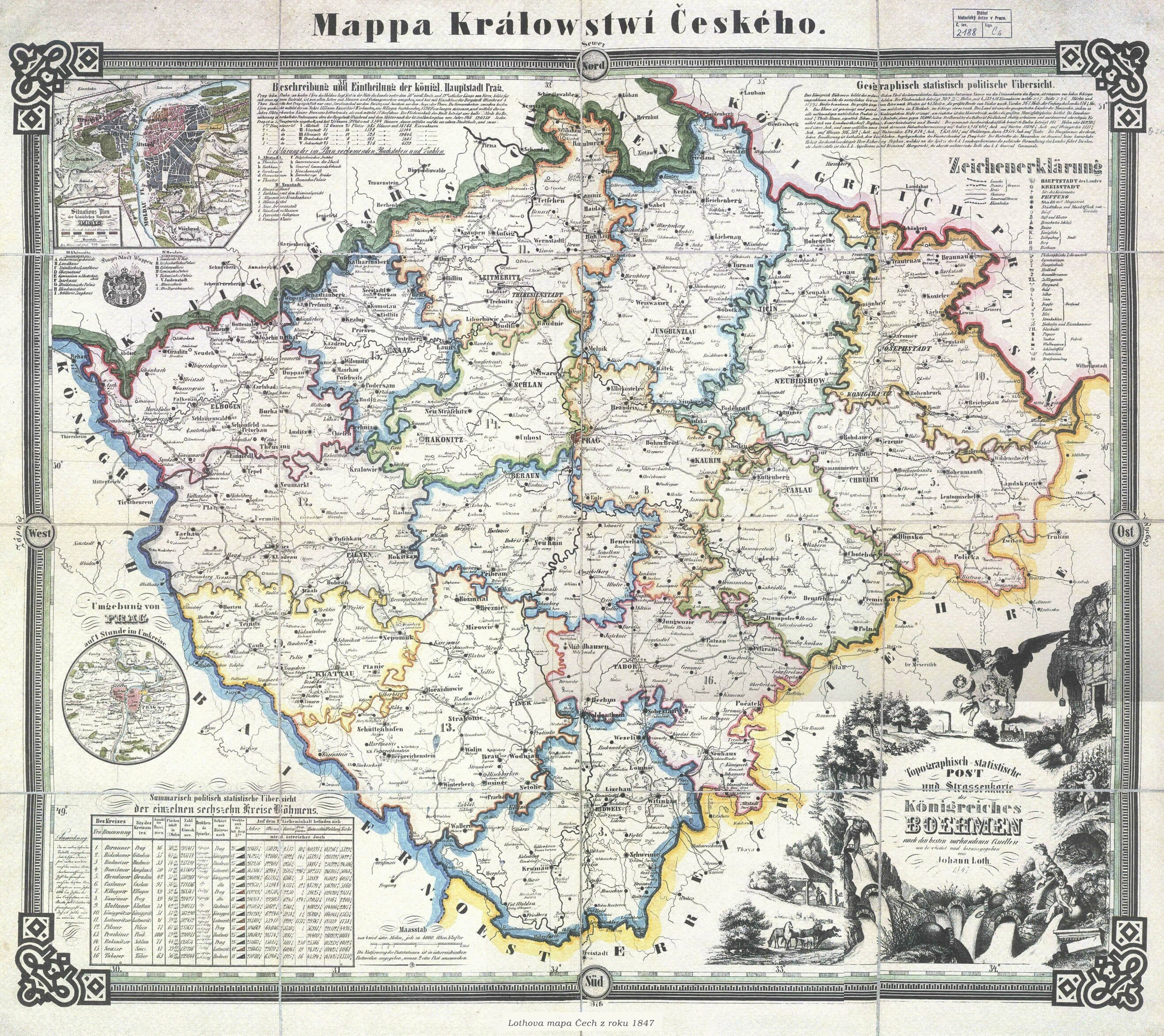
Böhmische Kreise 1847

Der Bunzlauer Kreis (Boleslavský kraj) war ein Verwaltungsbezirk im nordöstlichen Teil des Königreichs Böhmen, benannt nach der Stadt Jungbunzlau (tschechisch: Mladá Boleslav), dessen Kreishauptmann seinen Sitz in dieser Stadt hatte.
Er gehörte zu den alten böhmischen Kreisen und wurde 1748 gemäß den damaligen Verwaltungsreformen umorganisiert. Mit den Verwaltungsreformen nach 1848 fungierten die Kreise nur mehr als Aufsichtsbehörde und wurden 1867 durch das feingliedrigere System der Politischen Bezirke ersetzt (siehe Liste der Bezirke in Böhmen).

## Bewohner
Zum Kreis gehörten 68 Dominien und 84 Verwaltungsämter. Darunter zählten 37 Städte, 8 Marktflecken und 1038 Dörfer sowie 1500 Einschichten.
Die Einwohnerzahl des Kreises wird auf der Grundlage der Zählung von 1843 mit 443.860 Personen angegeben. In 352 Gemeinden sprach man Deutsch, in 561 Gemeinden jedoch Tschechisch. In den nördlichen Abschnitten des Kreises wurde die tschechische Sprache besonders rein praktiziert.
Die damalige Bevölkerung war überwiegend katholischen Glaubens. Eine geringe Zahl bekannte sich zur augsburgischen oder helvetischen Konfession. Um 1845 gaben 419 Familien im Bunzlauer Kreis an, dass sie der israelitischen (jüdischen) Gemeinde angehörten.

## Geographische Beschreibung
Um 1845 betrug die Fläche des Bunzlauer Kreises 71,26 Quadratmeilen.
Zu den größeren Ortschaften im Kreis gehörten Benatek, Dauba, Friedland, Gabel, Gablonz, Jung-Bunzlau, Kratzau, Lissa, Melnik, Münchengrätz, Nimburg, Niemes, Reichenberg, Sobotka, Turnau und Weißwasser.
Die Landschaft im Kreis ist teilweise gebirgig und teils flachwellig. Zu den Gebirgen gehören das Lausitzer Gebirge, das Zittauer- und das Jeschkengebirge sowie das Isergebirge. Ferner befinden sich im Kreis die nordöstlichen Ausläufer des Böhmischen Mittelgebirges, die Daubaer Schweiz und das Böhmische Paradies.
Zu den größeren Wasserläufen im ehemaligen Kreisgebiet zählen die Elbe, Iser, Lausitzer Neiße, Pulsnitz, Kamnitz, Wittich und auf seinem westlichen Abschnitt die Moldau.

## Land- und Forstwirtschaft
Für die Feldwirtschaft liegen die wertvollen Areale im Zentrum und im Süden des Kreises. Der Anbau von Nutzpflanzen ist in den ausgedehnten Ebenen seit langer Zeit verbreitet gewesen. Um 1845 waren Weizen, Roggen und Gerste die wichtigsten Getreidesorten. Hafer baute man in den gebirgigen Agrargebieten an. Zu den verbreitetsten Feldfrüchten gehörten Kartoffeln, Raps, Hülsenfrüchte, Flachs und Hanf.
Der Obstbau besaß seinen großen Anteil in der landwirtschaftlichen Nutzung im Süden und Südwesten des Kreises. Für Böhmen bedeutsam war der Weinbau in den Gebieten um Melnik, Lissa und Benatek.
In der Viehwirtschaft stand um 1845 im Bunzlauer Kreis die Schafhaltung mit 114.707 (1840: 111.420) Tieren in der führenden Stellung. Erst in zweiter Position kam mit 68.306 (1840: 72.738) Kühen, (1840: 12.870) 11.665 Ochsen die Rinderzucht. Ferner hielt man hier 18.000 (1840: 33.633) Schweine, 13.000 Ziegen und 2.000.000 Gänse. Im Kreis existierten zu diesem Zeitpunkt 12.432 (1840: 12.869) Pferde. Von den Wildtieren waren um 1840 die Hasen und Rebhühner im flachen Lande das gängige Jagdobjekt. Von der Bevölkerung der Gebirgsgegenden zielte das Interesse ihrer Wildnutzung auf das Auerhuhn und das Birkhuhn, seltener auch auf das Haselhuhn. In den industrialisierten Gebirgszonen war die Vogelstellerei verbreitet.
Im Bunzlauer Kreis bestanden 2 industrielle Fabriken und 419 kleinere Gewerbebetriebe, die tierische Häute und Felle be- und verarbeiteten.
Durch die Nutzung des natürlichen Fischbestandes in den Flussläufen fing man Aale und Aalrutte, in den Gebirgsbächen hauptsächlich Forellen. Die Fischzucht in den Teichen konzentrierte sich auf Hechte und Karpfen. Der jährliche Fischertrag im Bunzlauer Kreis um 1845 belief sich auf 1.920 Zentner.
Die höheren Gebirge im Bunzlauer Kreis waren mit Nadelholzwäldern bedeckt. Dabei stand die Fichte an erster Stelle. In den Mittelgebirgsregionen kamen weitere Nadelgehölze hinzu. Für forstwirtschaftliche Zwecke kamen Laubbäume, wie die Buchen und Birken in Frage. Im Südosten des Kreises herrschten in den Waldbeständen Kiefern und Eichen vor.

## Montanwirtschaft und andere mineralische Rohstoffe
Für Bauzwecke gewann man Tonschiefer und Quadersandstein an mehreren Orten.
Genutzte Mineralquellen befanden sich um 1845 in Bad Liebwerda, Wartenberg und Gutwasser.

## Lage
Angrenzende Kreise und Gebiete um 1845 waren:
- im Norden: Königreich Sachsen  und die preußische Provinz Schlesien
- im Westen: Leitmeritzer Kreis und Rakonitzer Kreis
- im Süden: Kaurimer Kreis
- im Osten: Königgrätzer Kreis